# Tasznik

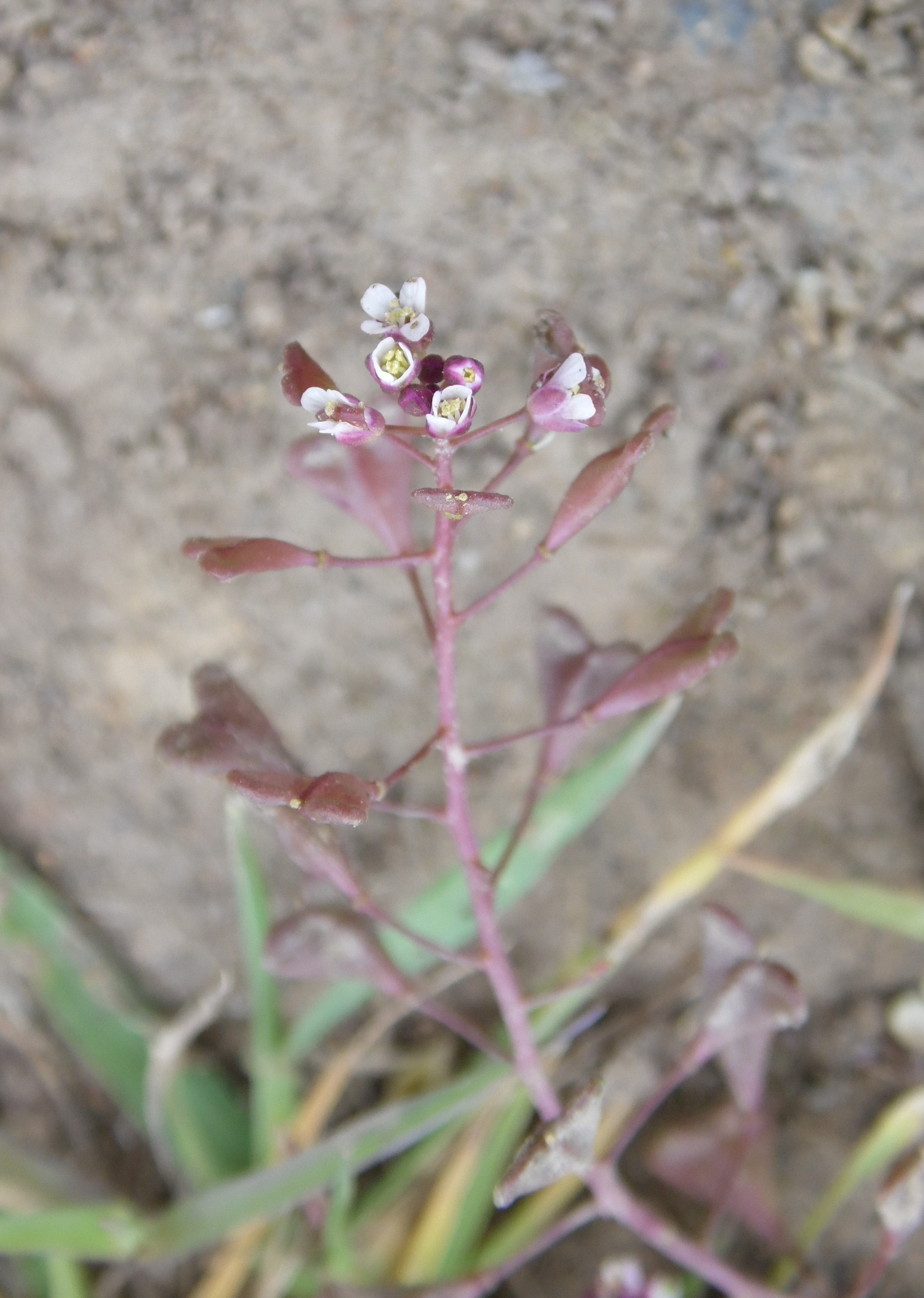
Capsella rubella

Tasznik (Capsella Medik.) – rodzaj roślin należący do rodziny kapustowatych. Klasyfikacja w obrębie rodzaju – jego podział na gatunki – jest bardzo kłopotliwa ze względu na ogromną zmienność morfologiczną zaliczanych tu roślin. Na początku XXI wieku uznawano, że rodzaj obejmuje trzy gatunki – tetraploidalny tasznik pospolity C. bursa-pastoris i dwa diploidy – C. rubella i C. grandiflora. Według niektórych ujęć w obrębie rodzaju wyróżniany jest tylko jeden gatunek (C. bursa-pastoris), cztery lub nawet 8. Po badaniach genetycznych z 2014 roku uznano, że w obrębie rodzaju wyróżnić należy 5 gatunków. Zachodnią grupę zasięgową tworzą dwa gatunki diploidalne z basenu Morza Śródziemnego (C. rubella z południowej Europy i C. grandiflora w zachodniej części Półwyspu Bałkańskiego), natomiast wschodnią grupę tworzy gatunek środkowoazjatycki C. orientalis wraz z tasznikiem pospolitym C. bursa-pastoris, który rośnie naturalnie w Europie, w południowo-zachodniej Azji i w północnej Afryce, poza tym zawleczony został na wyspy Atlantyku, na kontynenty amerykańskie, na wyspy Pacyfiku i do Australii, do Azji wschodniej. Pochodzenie mieszańcowe ma gatunek C. thracica będący endemitem Bułgarii. Do flory Polski należy jeden gatunek – tasznik pospolity (C. bursa-pastoris).

## Morfologia
PokrójZielne rośliny jednoroczne i dwuletnie o pędach prosto wzniesionych lub podnoszących się, rozgałęzionych lub pojedynczych, pokrytych włoskami gwiazdkowatymi, siedzącymi, czasem z udziałem także włosków pojedynczych i rozwidlonych.
LiścieOdziomkowe skupione w rozetę przyziemną, siedzące lub ogonkowe, zwykle pierzasto wcinane, lirowate, rzadziej ząbkowane lub całobrzegie. Liście łodygowe skrętoległe, siedzące o nasadzie obejmującej łodygę, strzałkowatej. Blaszka całobrzega, ząbkowana lub zatokowo wcinana.
KwiatyZebrane w grona, wyraźnie wydłużające się podczas owocowania. Szypułki kwiatowe odstające, cienkie. Działki kielicha jajowate do owalnych, prosto wzniesione lub podnoszące się, nie rozszerzone woreczkowato u nasady. Płatki korony białe lub różowe, rzadko żółtawe, wyraźnie dłuższe lub krótsze od kielicha, czasem silne zredukowane. Pręcików sześć, czterosilnych, z 4 miodnikami u nasady. Zalążnia górna z 20–40 zalążkami, szyjka słupka poniżej 1 mm długości, znamię główkowate.
OwoceTrójkątne, silnie spłaszczone łuszczynki z sercowatym wycięciem na wierzchołku. Owoce mają charakterystyczny dla rodzaju kształt, oryginalny wśród przedstawicieli rodziny. Powstają w wyniku działania genu IND odpowiedzialnego za wytwarzanie auksyn w łuszczynce. Ich zwiększone wydzielanie w szczytowej części owoców powoduje powstawanie charakterystycznego, sercowatego kształtu.

## Systematyka
Synonimy taksonomiczne
Bursa Boehmer in C. G. Ludwig, Bursa-pastoris Seguier, Nasturtium A. W. Roth, Rodschiedia P. G. Gaertner
Pozycja systematyczna według APweb (aktualizowany system APG IV z 2016)
Należy do rodziny kapustowatych (Brassicaceae) (w obrębie której należy do blisko spokrewnionych z rodzajem rzodkiewnik Arabidopsis, od którego oddzielił się ok. 8 milionów lat temu, i lnicznik Camelina, od którego oddzielił się ok. 7 milionów lat temu), rzędu kapustowców (Brassicales), kladu różowych (rosids) w obrębie okrytonasiennych (Magnoliophyta).
Pozycja w systemie Reveala (1993-1999)
Gromada okrytonasienne (Magnoliophyta Cronquist), podgromada Magnoliophytina Frohne & U. Jensen ex Reveal, klasa Rosopsida Batsch, podklasa ukęślowe (Dilleniidae Takht. ex Reveal & Tahkt.), nadrząd Capparanae Reveal, rząd kaparowce (Capparales Hutch.), podrząd Capparineae Engl., rodzina kapustowate (Brassicaceae Burnett), plemię Capselleae Horan., podplemię Capsellinae Prantl in Engl. & Prantl, rodzaj tasznik (Capsella Medik.).
Wykaz gatunków
- Capsella bursa-pastoris (L.) Medik. – tasznik pospolity
- Capsella grandiflora (Fauche & Chaub.) Boiss.
- Capsella orientalis Klokov
- Capsella rubella Reut.
- Capsella thracica Velen.